# Pius-Hospital Oldenburg

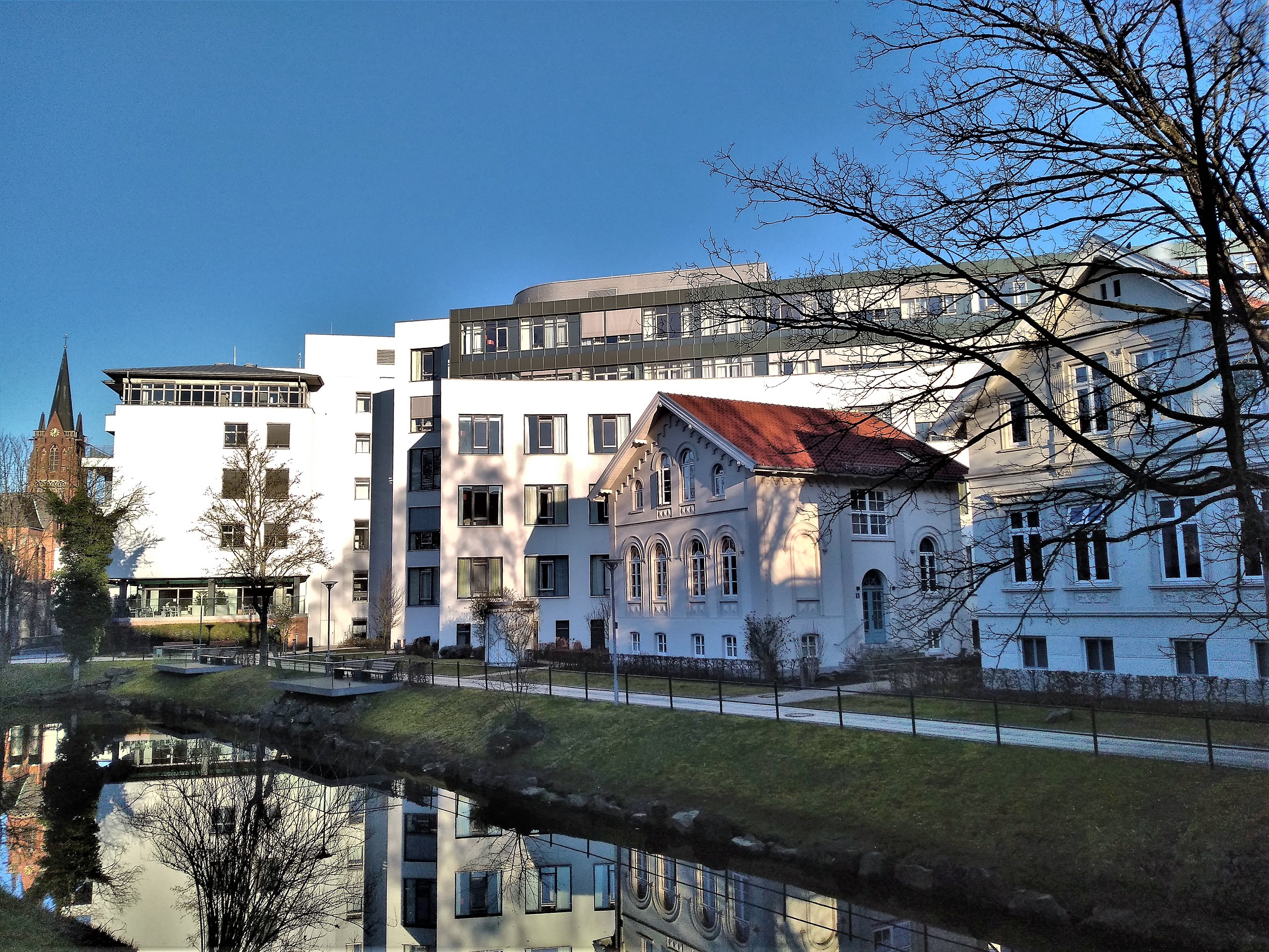
Rückansicht des Pius-Hospitals

Das Pius-Hospital Oldenburg ist ein Akut-Krankenhaus in der Stadt Oldenburg in Niedersachsen. Zusammen mit dem Evangelischen Krankenhaus, Klinikum Oldenburg, der Karl-Jaspers-Klinik und der Carl von Ossietzky Universität Oldenburg bildet es die Universitätsmedizin Oldenburg (UMO).

## Trägerschaft
Trägerin des Pius-Hospitals ist die Stiftung Pius-Hospital, eine katholische Stiftung bürgerlichen Rechts.

## Leitungsgremien
Sprecherin des Vorstandes ist seit Oktober 2024 Nadine Krefeld. Die Aufsicht obliegt einem Verwaltungsrat, dem bis zu sechs Mitglieder aus Wirtschaft und Gesellschaft angehören.
Aufsichtsbehörde ist das Bischöfliche Offizialat Vechta.

## Geschichte

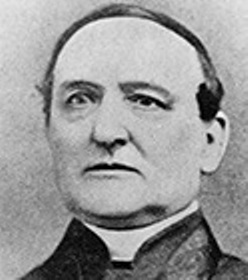
Der Gründer Theodor Niehaus

Als Gründer des Hospitals gilt Pfarrer Theodor Niehaus, der 1869 mit einem Spendenaufruf für den Bau eines katholischen Krankenhauses in Oldenburg warb.
Die katholische Kirchengemeinde in Oldenburg verfügte über Grundbesitz in der Georgstraße, nicht weit entfernt vom Peter Friedrich Ludwigs Hospital (PFL), dem bis dahin einzigen Krankenhaus der Stadt. Nach Zukäufen weiterer angrenzender Grundstücke wurde mit dem Bau begonnen. Das Gebäude konnte im Juni 1870 bezogen werden; es diente zunächst als Ambulanz. Durch den kurz darauf ausgebrochenen Deutsch-Französischen Krieg mussten plötzlich mehr Verwundete versorgt werden, als das dafür zuständige PFL aufnehmen konnte. Pfarrer Niehaus veranlasste, dass das neue Hospital dazu genutzt werden konnte; im Gegenzug finanzierte das Militär die Einrichtung.
Im Mai 1871 wurde das Pius-Hospital offiziell eingeweiht. Es ist nach dem damaligen Papst Pius IX. benannt.
Zunächst war das Hospital vor allem auf Pflege ausgerichtet; diese Aufgabe oblag vier Barmherzigen Schwestern des Münsteraner Clemens-Ordens. Die ärztliche Versorgung übernahm der jeweilige Hausarzt der Patienten. Zehn Jahre später verfügte das Hospital über Betten für 43 Kranke, die Zahl der Pflegerinnen lag inzwischen bei zehn Ordensschwestern, die auch die Verwaltung innehatten. Das Frontgebäude wurde 1886 erweitert, und mit dem Anbau eines Flügels im Jahre 1900 erhöhte sich die Bettenkapazität auf 100. Infektiöse Kranke fanden hier wie auch im Evangelischen Krankenhaus keine Aufnahme, sie wurden vorwiegend im PFL behandelt.
Ab 1919 wandelte sich die Pflegeeinrichtung in ein Krankenhaus mit verschiedenen Fachabteilungen, beginnend mit der Chirurgischen Abteilung unter der Leitung von Engelbert Crone-Münzebrock. Im Jahr darauf kam die geburtshilflich-gynäkologische Abteilung hinzu, 1921 die internistische; außerdem stellte das Kuratorium erstmals einen Assistenzarzt für das Hospital ein.  Inzwischen gab es 180 Betten und 32 Pflegerinnen unter der Leitung von Oberin Ferdinanda von Schorlemer.
Im Oktober 1929 wurde die Krankenpflegeschule eröffnet, die von einer der Ordensschwestern geleitet wurde. Den Unterricht erteilten die drei ärztlichen Abteilungsleiter Crone-Münzebrock, Mittweg und Lenné. 10 Jahre später, Ende August 1939, beschlagnahmte die Wehrmacht das Pius-Hospital mit nun 220 Betten und ließ die Krankenpflegeschule vorübergehend schließen. Ab Oktober durften noch 120 Betten für zivile Kranke genutzt werden, im März 1940 mussten auch diese innerhalb weniger Stunden geräumt werden. 40 Hospitalbetten brachte man daraufhin in einem Hotelgebäude unter.
Nach dem Zweiten Weltkrieg wurde 1945 die Augenklinik eingerichtet; 1947 gründete der Orthopäde Richard Kreutzmann die staatlich anerkannte Lehranstalt für Masseure und medizinische Bademeister. Es folgten u. a. eine Abteilung für Hals-Nasen-Ohren-Heilkunde und eine Neugeborenen-Station. Mit der Aufstockung der Gebäude um mehrere Geschosse konnte die Bettenkapazität bis 1956 auf 430 erhöht werden. 1965 führte Heinz Götting als Leiter der Röntgen-Radium-Isotopen-Abteilung die Telekobaltbestrahlung ein. In dieser Abteilung wurde 1982 der erste Linearbeschleuniger im Oldenburger Land installiert.
Seit Juli 2021 fanden Gespräche mit dem nahgelegenen Evangelischen Krankenhaus bezüglich einer Fusion statt. Durch den Zusammenschluss beider Häuser würde das größte konfessionelle Krankenhaus in Niedersachsen entstehen. Da dies nicht mit der Stiftungssatzung des Pius-Hospitals vereinbart werden könne, wurden die Verwaltungsratsmitglieder durch das Offizialat in Vechta Anfang März 2022 deshalb von ihren Aufgaben entbunden. An der Spitze des neuen Verwaltungsrats stand der Weihbischof Wilfried Theising. Nach Protesten, an denen sich unter anderen auch die gesamte Belegschaft des Pius-Hospitals beteiligte, wurden die Abberufungen am 23. März rückgängig gemacht; laut eines stiftungsrechtlichen Gutachtens sei eine Fusion beider Häuser durchaus möglich.

## Profil
Das Pius-Hospital ist mit über 400 Betten und sechs Universitätskliniken, zehn Kliniken, Instituten und Fachabteilungen ein hoch spezialisiertes und interdisziplinär arbeitendes Akut-Krankenhaus mit breitem Leistungsspektrum und diversen medizinischen Kompetenzzentren.